# Primeira luz (astronomia)
Em astronomia, a primeira luz é o primeiro uso de um telescópio (ou, em geral, de um novo instrumento) para obter uma imagem astronômica depois de construída. Frequentemente, essa não é a primeira visão com o telescópio; testes ópticos provavelmente terão sido realizados à luz do dia para ajustar os componentes.

## Características
A primeira imagem de luz normalmente tem pouco interesse científico e é de baixa qualidade, uma vez que os vários elementos do telescópio ainda não foram ajustados para uma eficiência ideal. Apesar disso, uma primeira luz é sempre um momento de grande empolgamento, tanto para as pessoas que projetam e constroem o telescópio quanto para a comunidade astronômica, que pode ter antecipado o momento por muitos anos enquanto o telescópio estava em construção. Um objeto astronômico bem conhecido e espetacular geralmente é escolhido como sujeito.

## Exemplos históricos
O famoso 5.08 m (200 in) Telescópio Hale do Observatório Palomar viu a primeira luz em 26 de janeiro de 1949, visando NGC 2261 sob a direção do astrônomo americano Edwin Powell Hubble. A imagem foi publicada em várias revistas e está disponível nos Arquivos Caltech.
O Telescópio Isaac Newton teve duas primeiras luzes: uma na Inglaterra em 1965 com seu espelho original e outra em 1984 na ilha de La Palma. A segunda primeira luz foi feita com uma câmera de vídeo que mostrava o Pulsar do Caranguejo piscando.
A euforia com as primeiras imagens iluminadas pelo Telescópio espacial Hubble em 1990 logo deu lugar à decepção inicial quando uma falha impediu os ajustes para a operação adequada. A esperada qualidade de imagem de primeira luz foi finalmente alcançada após uma missão de manutenção em 1993.
O Grande telescópio binocular teve a sua primeira luz com um único espelho primário em 12 de outubro de 2005, que era uma visão do NGC 891. O segundo espelho primário foi instalado em janeiro de 2006 e tornou-se totalmente operacional em janeiro de 2008.
Os 10.4 m (1,040 cm) Gran Telescopio Canarias teve uma primeira imagem luminosa de Tycho 1205081 em 14 de julho de 2007.

O observatório espacial IRIS alcançou a primeira luz em 17 de julho de 2013. O PI observou :
"A qualidade das imagens e espectros que recebemos da IRIS é incrível. Isso é exatamente o que estávamos esperando..."

## Galeria

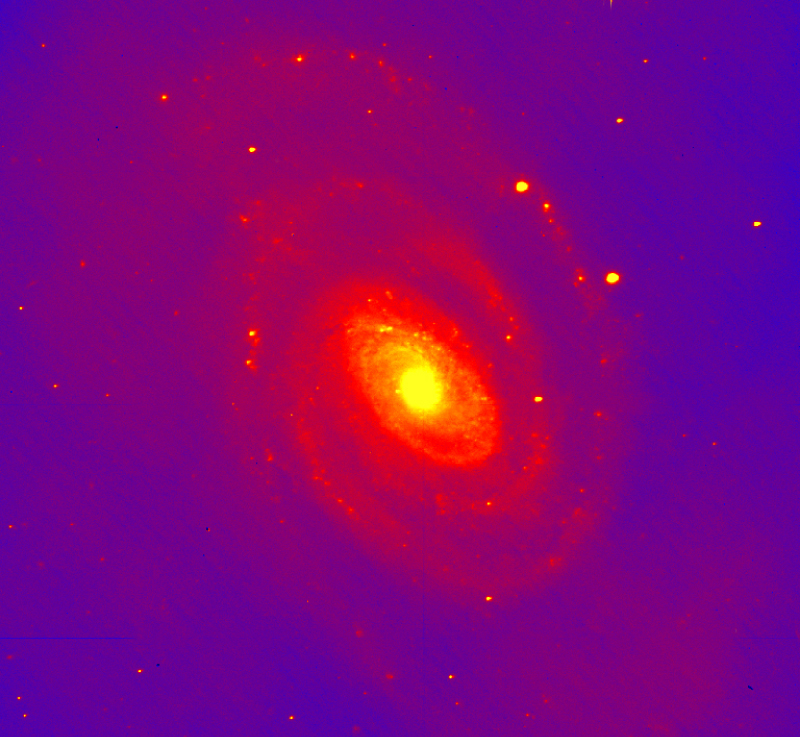
O gerador de imagens de campo amplo do VLT, VIMOS, faz a sua primeira imagem clara do NGC 5364.
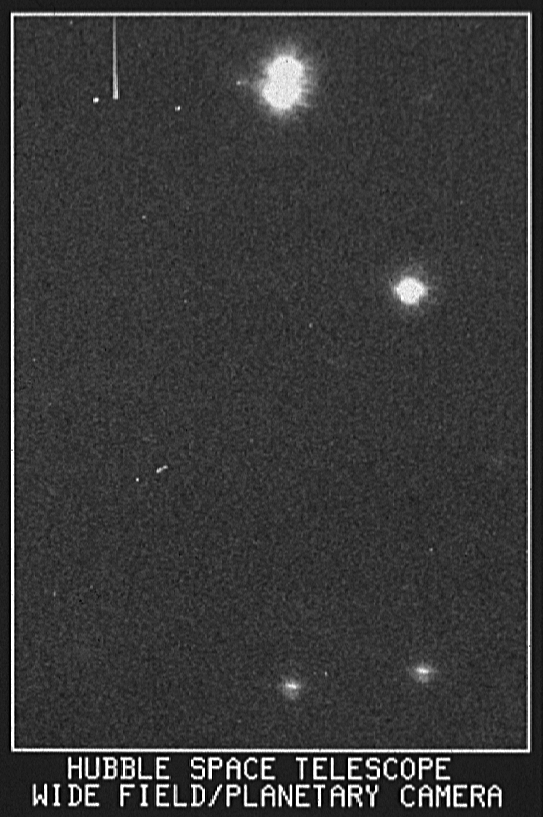
Primeira luz do HST com seu Wide Field and Planetary Camera danificado, 1990
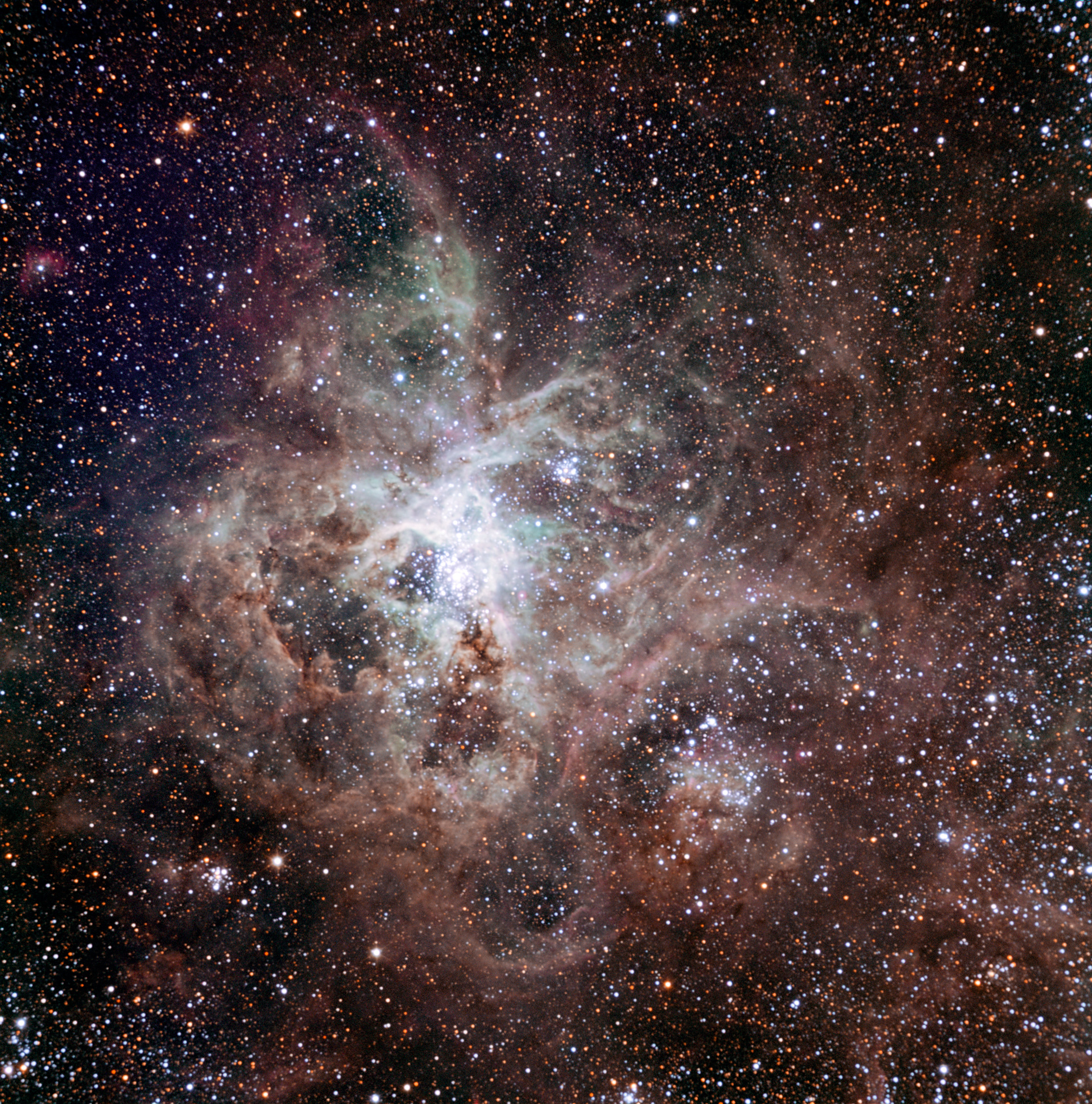
Primeira luz da Nebulosa da Tarantula Nebula por TRAPPIST
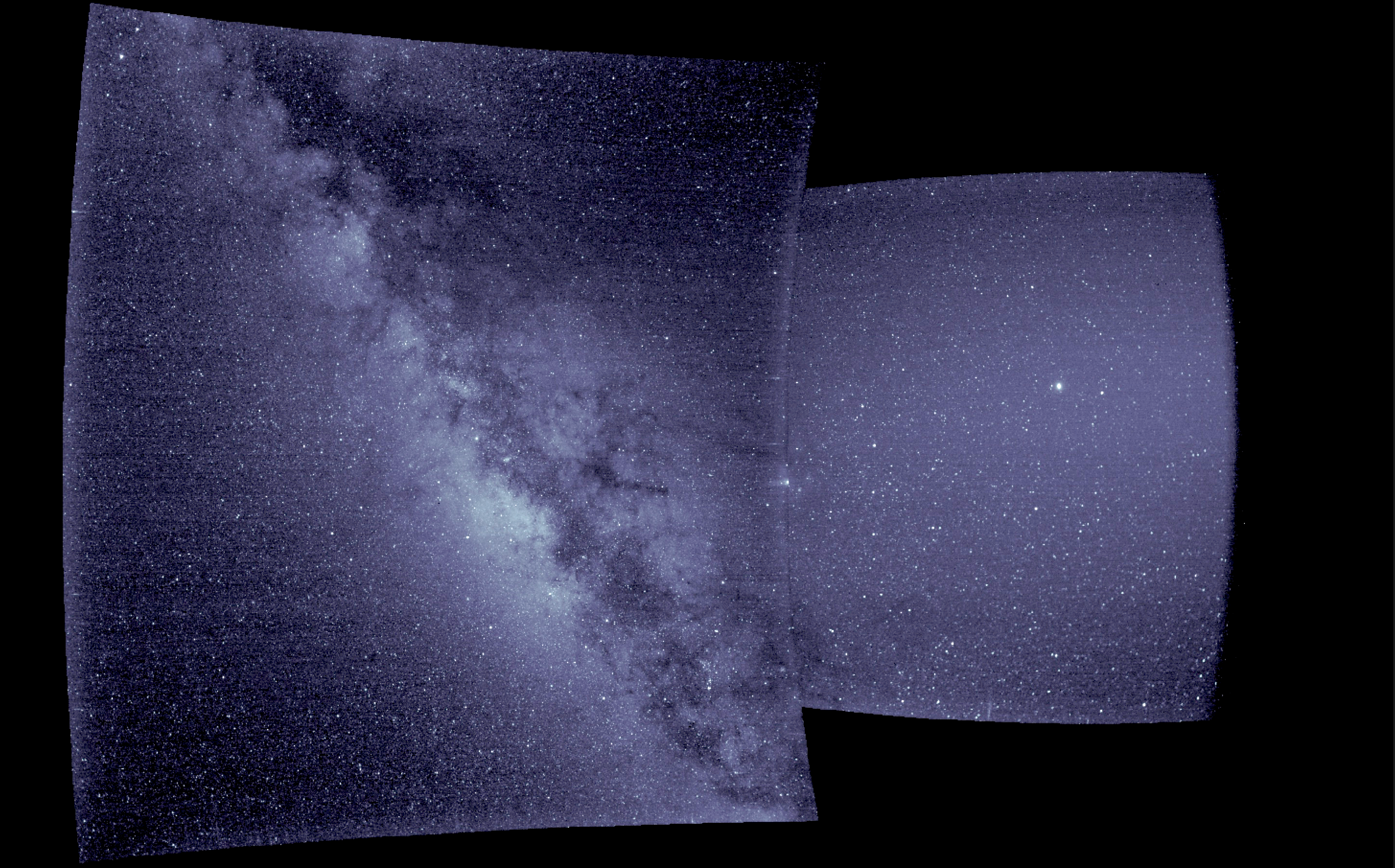
Primeira luz do WISPR na Parker Solar Probe, setembro de 2018
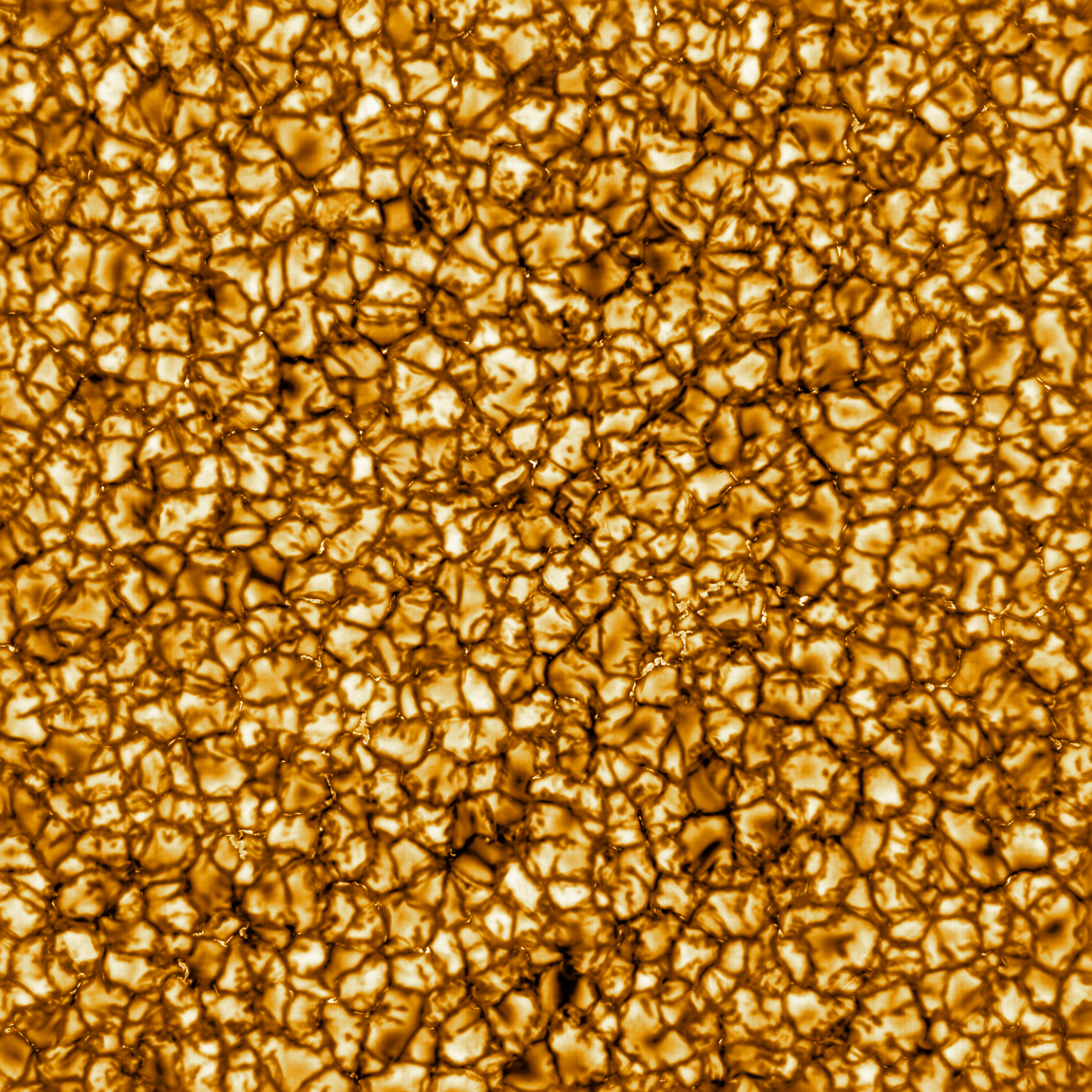
Primeira luz do telescópio solar Daniel K. Inouye, dezembro de 2019